# 23955 Nishikota
23955 Nishikota este un asteroid din centura principală de asteroizi.

## Descriere
23955 Nishikota este un asteroid din centura principală de asteroizi. A fost descoperit pe 18 octombrie 1998 la Stația Anderson Mesa în cadrul programului LONEOS. Asteroidul prezintă o orbită caracterizată de o semiaxă mare de 3,06 ua, o excentricitate de 0,12 și o înclinație de 8,4° în raport cu ecliptica.